# Orgullo blanco

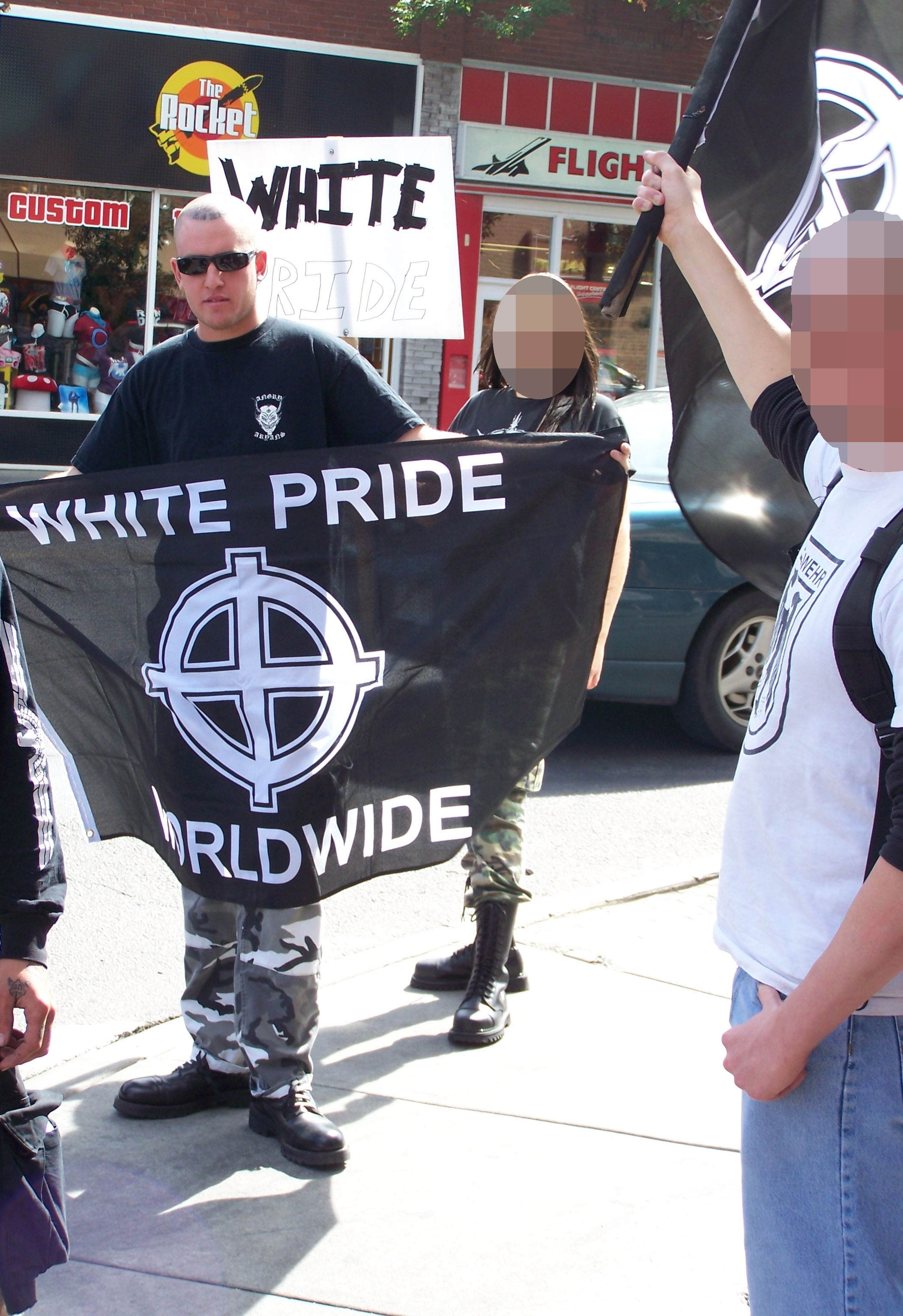
Los miembros del grupo neonazi «Guardia Aria», organizan una manifestación en Calgary, Alberta, Canadá.

El orgullo blanco (en inglés: White pride), también denominado poder blanco (en inglés: White power), es un lema utilizado principalmente por separatistas blancos, organizaciones neonazis y supremacistas blancos. Los defensores del orgullo blanco afirman que existe un doble estándar cultural en el que solo a ciertos grupos étnicos se les permite expresar abiertamente el orgullo por su herencia genética y patrimonio cultural, estos afirman asimismo que el orgullo blanco no es inherentemente racista, siendo este comparable a otras expresiones raciales como el orgullo asiático, o incluso, el orgullo negro.
Carol M. Swain y Russell Nieli afirman que el movimiento del orgullo blanco es un fenómeno relativamente nuevo en los Estados Unidos, argumentando que en la década de 1990: «Un nuevo movimiento de orgullo blanco, protesta blanca y conciencia blanca se desarrolló en los Estados Unidos», los dos investigadores identifican asimismo tres factores contribuyentes: la afluencia de inmigrantes durante las décadas de 1980 y 1990, el resentimiento hacia políticas sociales como la acción afirmativa, y el surgimiento de la red Internet como una herramienta para el adoctrinamiento y posterior reclutamiento de nuevos miembros.
Los científicos políticos y sociales comúnmente argumentan que la idea del «orgullo blanco» es un intento de proporcionar una cara pública limpia o más aceptable para la supremacía blanca o el separatismo blanco y que es un llamamiento a una audiencia más amplia con la esperanza de incitar a una violencia racial más generalizada. Según Joseph T. Roy del Southern Poverty Law Center, los supremacistas blancos a menudo hacen circular material en Internet y en otros lugares que «retrata a los grupos no como enemigos, sino como simples grupos cívicos de orgullo blanco preocupados por los males sociales».
El filósofo David Ingram sostiene que «afirmar el 'orgullo negro' no equivale a afirmar el 'orgullo blanco', ya que el primero —a diferencia del segundo— es una estrategia defensiva destinada a rectificar un estereotipo negativo». Por el contrario, entonces, «las afirmaciones de orgullo blanco, aunque apenas disfrazadas de afirmaciones de orgullo étnico, sirven para enmascarar y perpetuar el privilegio blanco». En la misma línea, Cris Mayo, profesor de Educación de la Universidad de Illinois en Urbana-Champaign, caracteriza el orgullo blanco como «un objetivo políticamente desagradable, dado que la blancura no es una identidad personal o comunitaria, sino que ha sido una estrategia para mantener desigualdades de privilegios y poder».